# Araújo Góis
Manuel José de Araújo Góis (Manoel José de Araújo Goes, na grafia original arcaica), mais conhecido como Araújo Góis (Recôncavo baiano, 5 de março de 1839 — ?) foi um advogado, magistrado e político brasileiro.
Foi presidente da província de Sergipe de 27 de outubro de 1885 a 19 de março de 1888 e presidente de Alagoas em dois curtos períodos entre 18 de dezembro de 1890 a 12 de junho de 1891 e 14 de junho de 1891 a 23 de novembro de 1891, além de senador por Alagoas de 1906 a 1924. Exerceu também o mandato de deputado federal de 1895 a 1902.
Descende do patriarca homônimo, Manoel José de Araújo Goes, da Vila de Itapicuru.